# Teòfanes Nonnos
Teòfanes Crisobalantes (Θεοφάνης Χρυσοβαλάντης), habitualment anomenat Teòfanes Nonnos (en grec antic: Θεοφανὴς Νόννος, Theophanes Nonnus) o simplement Nonnos, fou un escriptor de l'Imperi Romà d'Orient del segle x que va escriure sobre temes mèdics. Va dedicar la seva obra a Constantí VII Porfirogènit (911-959), que li havia encarregat.
La seva obra es titulà Compendi de tota l'art de la medicina (Ἐπιτομὴ τῆς Ἰατρικῆς ἁπάσης Τέχνης), i és format per 290 capítols breus que recopilen anteriors escriptors, especialment les obres d'Alexandre de Tral·les, Aeci i Pau d'Egina, als quals no obstant no esmenta mai pel nom.